# Беспристрастность

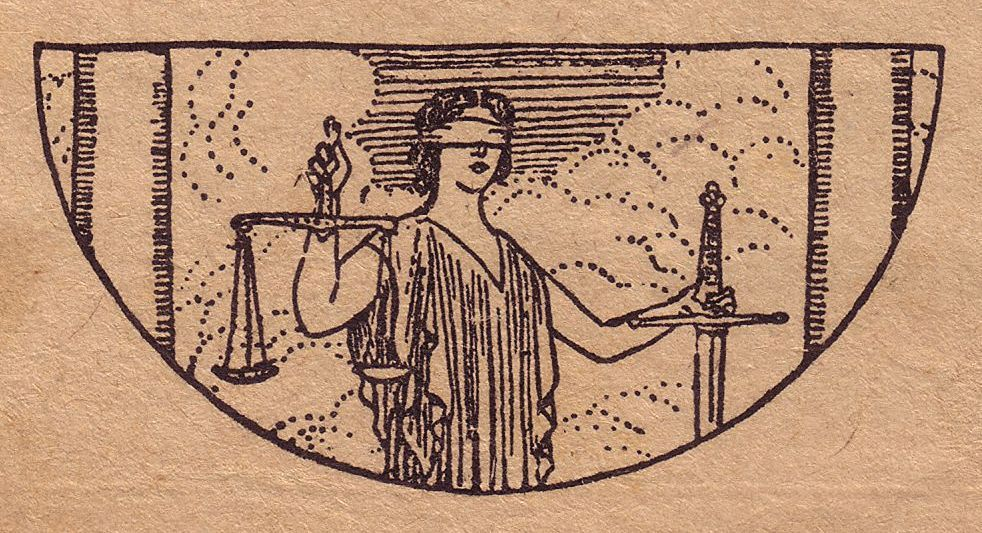
Фемида — богиня правосудия

Беспристрастность, беспристрастие — свойство лица, принимающего решение, характеризующее отсутствие у него приверженности к одному из возможных вариантов или к одной из заинтересованных в решении сторон.
Беспристрастность часто является требованием при решении политических или судебных вопросов и считается добродетелью. Для публичного выступления важно показать в словах свою беспристрастность, чтобы не вызвать у слушателей недоверие или несогласие. Например, претендуя на лидерство в группе, следует высказывать своё мнение, выслушав все стороны и выработав итоговое мнение на их основе.
Беспристрастность является одной из характеристик рациональной бюрократии в теории Макса Вебера, так как в этом случае бюрократ действует исключительно в рамках, определённых нормативами, и не следует собственным пристрастиям.
Беспристрастность суда символизирует повязка на глазах Фемиды, богини правосудия.